# Tanja Mezjentseva
Tatjana (Tanja) Mezjentseva (Russisch: Татьяна (Таня) Меженцева) (Moskou, 14 december 2009) is een Russische zangeres. 
Ze deed in 2019 met Denberel Oorzjak mee aan het Junior Eurovisie Songfestival, waarin ze dertiende werden. In 2021 deed ze mee aan de nationale voorronde, en won deze waardoor ze opnieuw mee mocht doen. In de Europese finale werd ze zesde.